# Montégut-Arros
Montégut-Arros – miejscowość i gmina we Francji, w regionie Oksytania, w departamencie Gers.
Według danych na rok 1990 gminę zamieszkiwało 328 osób, a gęstość zaludnienia wynosiła 21 osób/km² (wśród 3020 gmin regionu Midi-Pireneje Montégut-Arros plasuje się na 739. miejscu pod względem liczby ludności, natomiast pod względem powierzchni na miejscu 736.).